# François Adhémar de Monteil
Pour les articles homonymes, voir Adhémar de Monteil.
François Adhémar de Monteil de Grignan, né le 27 août 1603 et mort le 9 mars 1689, est un homme d'Église français du XVIIe siècle. Il est successivement évêque de Saint-Paul-Trois-Châteaux, puis archevêque d'Arles. Il est reçu Commandeur du Saint-Esprit le 31 décembre 1661.

## Biographie

### Origines et famille
François Adhémar de Monteil de Grignan est né à Grignan le 27 août 1603. Il est issu de la maison de Castellane Adhémar, elle-même issue par les femmes de l'antique lignée des Adhémar de Monteil. Il est le deuxième fils de Louis François Adhémar de Monteil, comte de Grignan, et de Jeanne d'Ancezune, fille de Louis Cadart d'Ancezune et de Louise de Sassenage. Ses parents se marient le 4 juin 1595. De cette union naissent :
1. Louis Gaucher,
2. François, archevêque d'Arles, 1643-1689;
3. Jacques, évêque d'Uzès, 1660-1694;
4. Philippe, capitaine aux gardes, tué au siège de Mardick en 1657.

### Au service de l'Église

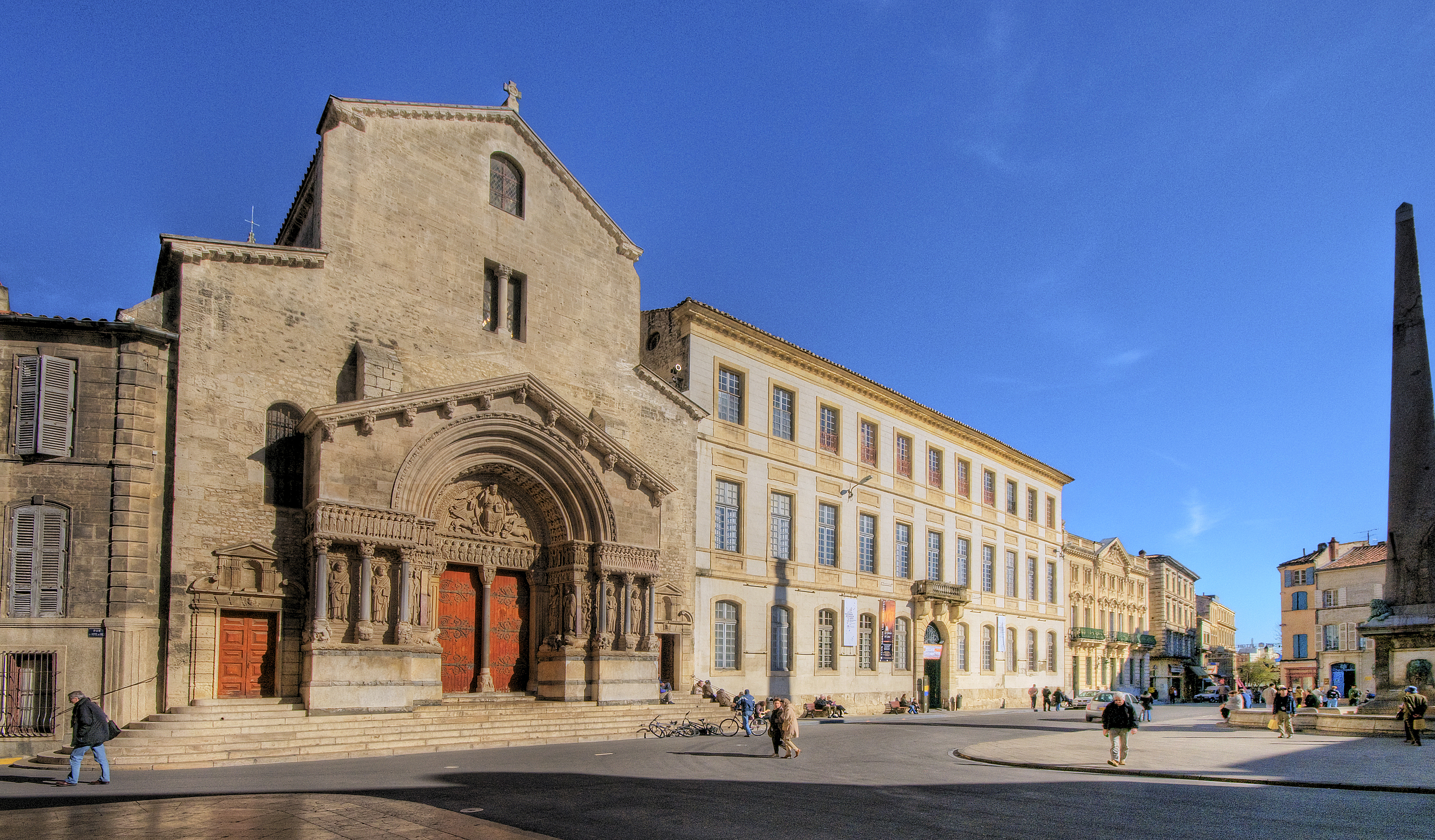
À droite de Saint-Trophime, le palais de l’archevêché - Arles

Il devient évêque de Saint-Paul-Trois-Châteaux le 12 mai 1630 (confirmé le 16 décembre 1630, consacré évêque le 14 septembre 1631), puis archevêque d'Arles le 31 mars 1644 (confirmé le 16 janvier 1645). Il fait son entrée pontificale dans la ville d'Arles le 23 décembre 1646,. En 1652, éclate un conflit entre les consuls de la ville et l'archevêque qui exige des honneurs et des droits dus à son rang. Ce conflit  qui va durer presque 10 ans, se termine par la transaction du 16 mai 1661 qui met fin aux prétentions de l'archevêque, hormis quelques droits de préséance qui lui sont accordés. Il devient aveugle en 1661 année où il est reçu Commandeur du Saint-Esprit. Amateur des beaux bâtiments, il fait exécuter d'importantes réparations au palais archiépiscopal d'Arles. 
Son décès survient le 9 mars 1689 après un épiscopat de presque 45 ans. Il est inhumé à Saint-Trophime, dans la chapelle Saint-Genest qu'il avait fait construire et qui abrite également, de nos jours, la dépouille de son neveu Jean-Baptiste, son coadjuteur devenu son successeur.

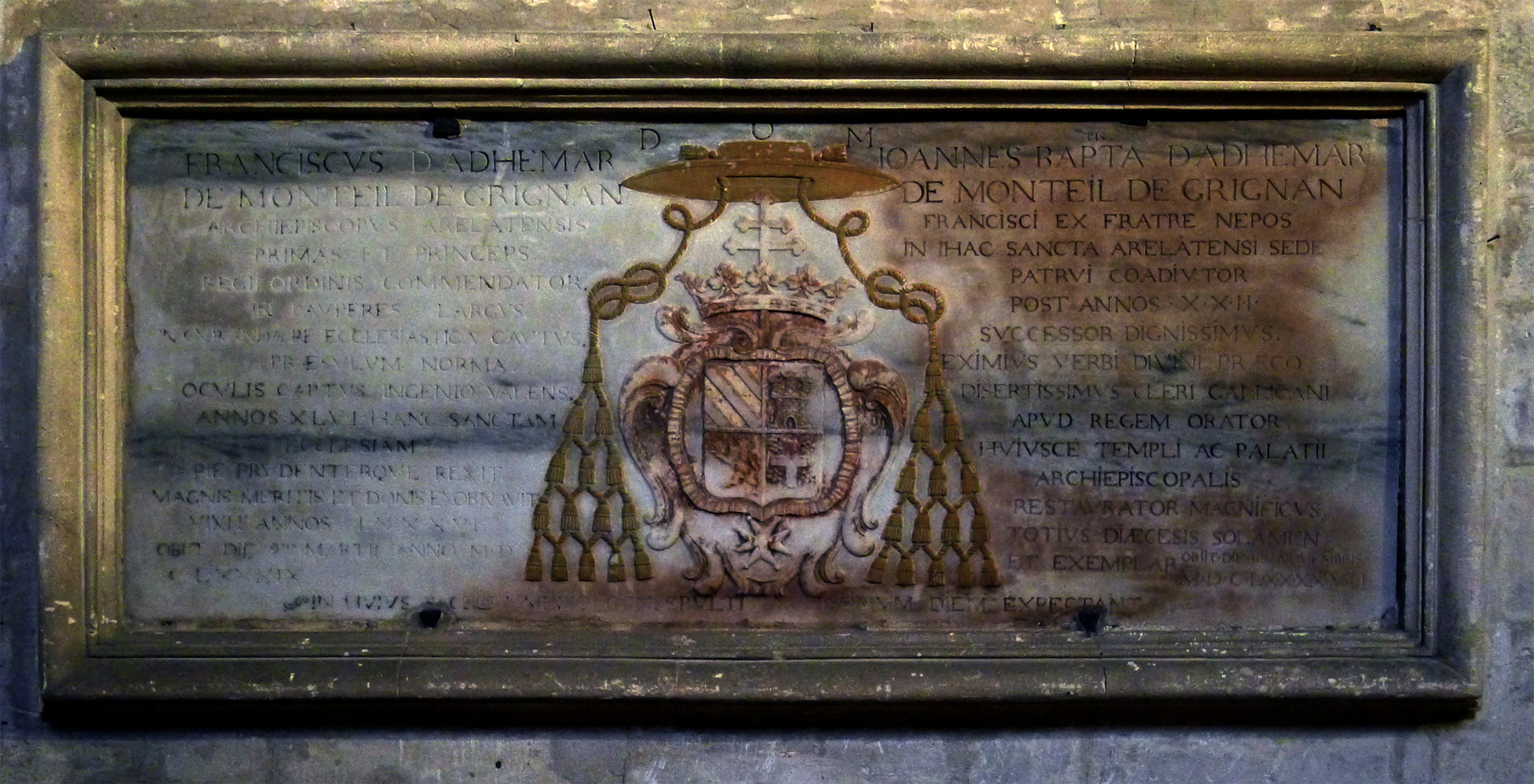
Plaque funéraire.
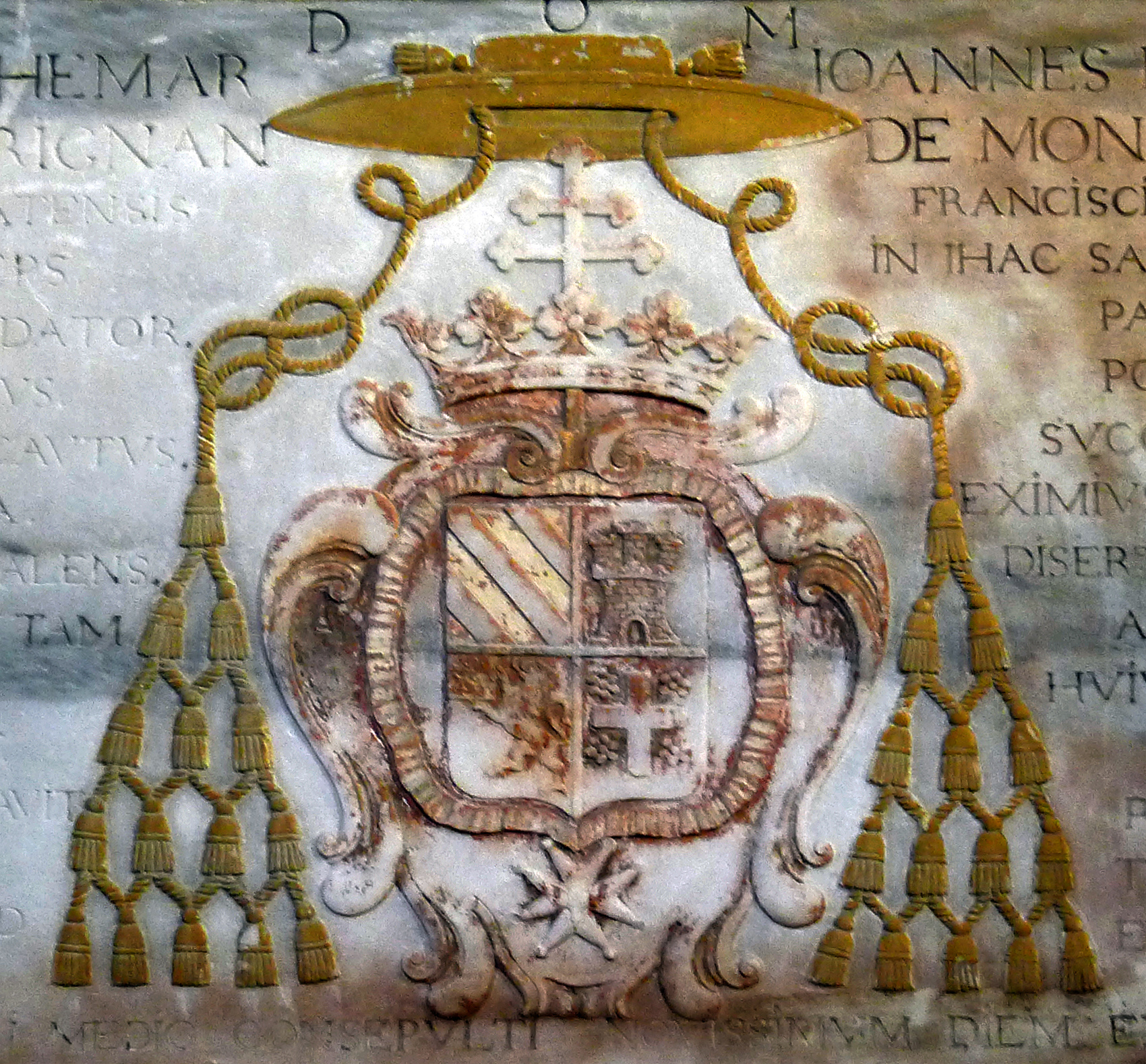
Armes de la famille.

Il est l'oncle de son successeur, Jean-Baptiste Adhémar de Monteil de Grignan et frère de Jacques, évêque d'Uzès. Il est également l'oncle paternel d'un lieutenant-général de Provence, François de Grignan, le mari de la fille de madame de Sévigné.